# هليلج فضي

هليلج فضي (الاسم العلمي:Terminalia argentea) هو نوع نباتي يتبع جنس الهليلج من الفصيلة القمبريطية.